# Патаксент
Пата́ксент (англ. Patuxent River) — река в американском штате Мэриленд.

## География

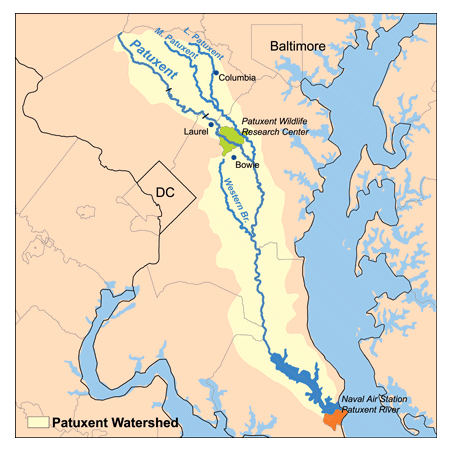
Бассейн реки Патаксент

Длина реки — 170 км. Площадь водосборного бассейна по разным оценкам составляет от 2256 до 2352 км². При впадении в Чесапикский залив образует эстуарий площадью 137 км². Около половины площади (49 %) бассейна покрыто лесами, под пастбища используется 28 %, пахотные земли составляют 10 %, прочие освоенные земли занимают 12 %.
В реке обитает 24 вида рыб.

## История

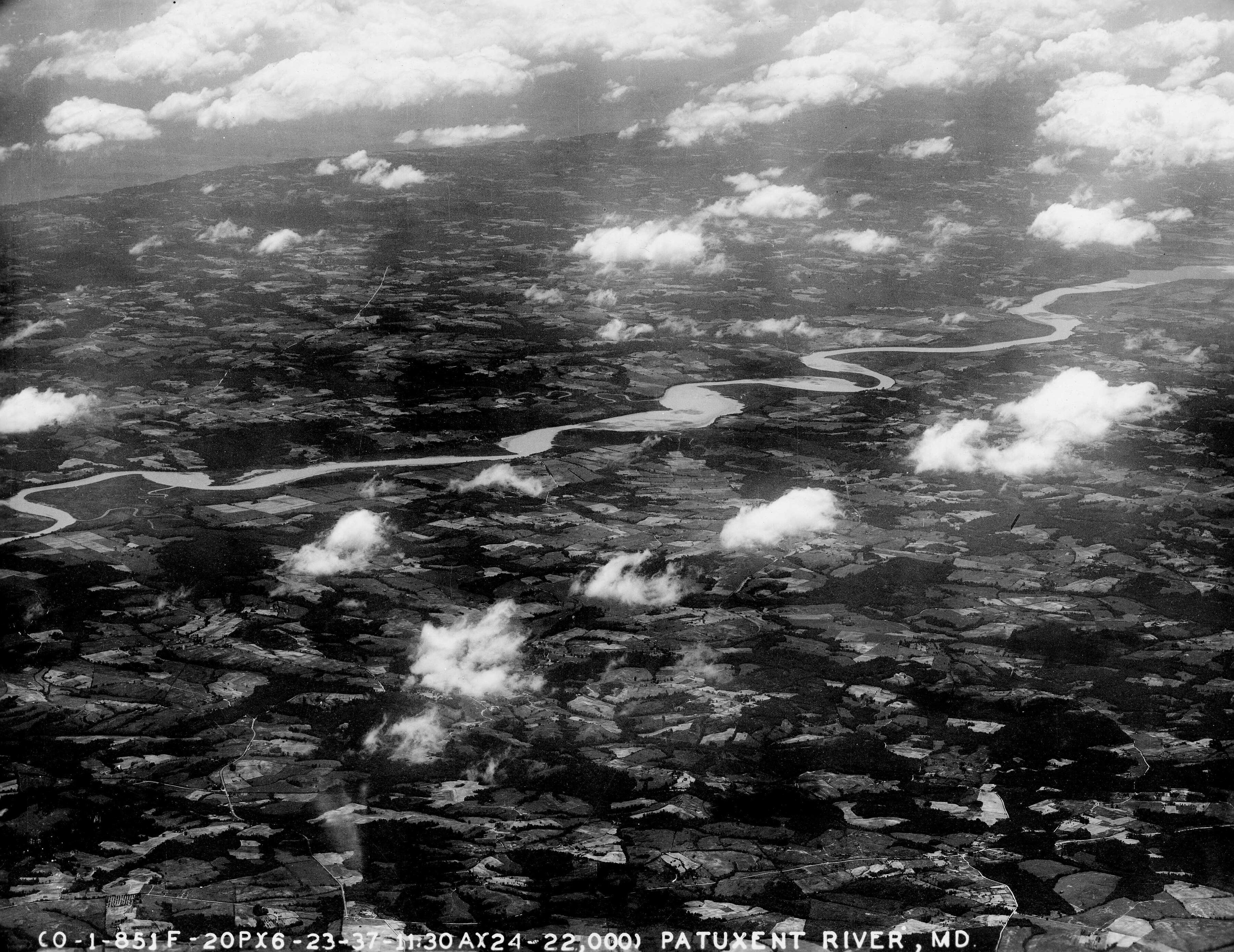
Вид на реку с высоты птичьего полёта (фото 1935 года)

В 1936 году в бассейне реки Патаксент создан резерват для исследования дикой природы (англ. Patuxent Research Refuge). Химическое загрязнение реки оказывает сильное влияние на ихтиофауну. Наибольшему воздействию подвергаются популяции ценных промысловых рыб, таких как малоротый окунь, большеротый окунь и чёрный краппи. Увеличилась численность менее ценных видов рыб.
В честь реки названа Авиабаза ВМФ США Патаксент-Ривер.